# Kate Valk
Kate Valk (* 7. března 1956 Spokane, Washington, USA) je americká divadelní herečka. Byla zakládající členkou divadelní skupiny The Wooster Group. Svou první roli v dostala v roce 1981, jednalo se o představení Route 1 & 9. V roce 2003 získala ocenění Foundation for Contemporary Arts.